# Colonne sonore di My Otome
La colonna sonora dell'anime My Otome della Sunrise è stata composta da Yuki Kajiura.

## Sigle

### Sigle d'apertura
Mai-Otome OP Single - Dream Wing
1. Dream Wing
2. Anata ga Soba ni iru dake de
3. Dream Wing (Instrumental)
4. Anata ga Soba ni iru dake de (Instrumental)

Mai-Otome OP2 Single - Crystal Energy
1. Crystal Energy
2. Kaze to Hoshi ni Dakarete...
3. Crystal Energy (instrumental)
4. Kaze to Hoshi ni Dakarete... (instrumental)

### Sigla di chiusura
Mai-Otome ED Single - Otome wa DO MY BEST deshou
1. Otome wa DO MY BEST deshou
2. HAPPY FRIENDS PROJECT
3. Hoshi ga Kanaderu Monogatari
4. Otome wa DO MY BEST deshou (instrumental)
5. HAPPY FRIENDS PROJECT (instrumental)

## Colonna Sonora

### Mai-Otome Original Soundtrack Vol.1 - Otome no Hanazono
1. Otome no Komoriuta
2. Prologue ~ Yume no Tobira wo Hiraite
3. Otome no Waltz
4. Hajimete no Machi, Suteki na Deai
5. Kibou no Miyako, Vintoblum
6. Gokigenyou
7. Sore wo iu ka Mashiro
8. Kegare naki Itazura
9. Kiyoku, Tadashiku, Takumashiku
10. Karei naru Makimaki-sama
11. Rojiura no Tsuiseki
12. Shimikomu Nibi
13. O-TO-ME Kourin
14. Shukuteki
15. Makenai Kokoro Orenai Tsubasa
16. Mai
17. Mayonaka no Sanposha
18. MATERIALISE
19. Hajimari no Toki
20. Nisshutsuzuru Tokoro no Tenshi
21. Kazurin no Koi
22. Otome ni Naru mon!
23. Shizuka na Egao
24. Haha no Komoriuta
25. Hoshi ga Kanaderu Monogatari
26. Oyasuminasai

### Mai-Otome Original Soundtrack Vol.2 - Otome no Inori
1. Ikusa Otome ~Aoi to Kuro no Kyousoukyoku
2. Houkago no Manabiya ~Akashiya no Chikai~
3. Oujo no Kyuujitsu
4. Sore wo Yaru ka Arika
5. Run!Cat!Run!
6. Lilac ~Utsukushiki Chigiri
7. Koigokoro
8. Mou Hitotsu no Happy Ending
9. Otome no Yuuutsu
10. Kindan no Hanazono
11. Harimegurasareta Kuroi Ito
12. Yami no Shuryousha
13. Mienai Rinjin
14. Himitsu no Tantei Gokko
15. Omachinasa~i!
16. ZIPANG
17. Yume he no Kakehashi
18. Sajin ni Kureyuku
19. Unmei no Kodou
20. Kyuusai to iu Na no Rinryaku
21. Zankoku na Mai Nozomanu Tatakai
22. Chiisaki Doukeshi
23. Hinageshi no Hana no you ni
24. Sei Otome no Inori
25. Hoshi ga Kanaderu Monogatari
26. Tooki Hi no Komoriuta